# 島根県東部地震
島根県東部地震（しまねけんとうぶじしん）は、1978年（昭和53年）6月4日に日本の山陰地方で発生した地震。この地域を震源とする地震活動としては最大級の規模であり、この地震以降に中国地方の陸上で被害地震が発生するのは5年後の1983年、鳥取県中部地震である。また島根県内を震源とするMjが6を超える地震の発生は、40年後の2018年に発生した島根県西部地震まで間が空く。文献によっては「島根県中部地震」と表記されている物もある。

## 概要
1978年6月4日の午前5時3分、島根県東部の深さ0kmを震源とする地震が発生。地震の規模はマグニチュード6.1だった。周辺では地震発生の前から小規模な地震が発生しており、約1週間前にもマグニチュード3.9の地震が起きていた。こうした地震の発生地はドーナツ状に分布しており、6月4日の地震は中間の空白地帯にあたる地域で発生した。本震直後の午前6時台には3度にわたってマグニチュード5の強い余震が発生した。
京都大学防災研究所地震予知センター長の飯尾能久によれば、この地震の震源と2000年10月6日に発生した鳥取県西部地震の震源は岩盤の構造により地震エネルギーが蓄積されやすい状態になっており、時期は不明ながら大きな地震が発生する可能性があるという。

## 各地の震度
震度3以上の地点は以下の通り。
| 震度 | 都道府県 | 観測値                                 |
| ---- | -------- | -------------------------------------- |
| 4    | 広島県   | 広島市中区上八丁堀・呉市宝町           |
| 3    | 鳥取県   | 米子市博労町（旧）・境港市東本町       |
| 3    | 島根県   | 松江市西津田（旧）・浜田市大辻町（旧） |
| 3    | 岡山県   | 岡山市北区桑田町                       |
| 3    | 広島県   | 福山市松永町                           |
| 3    | 愛媛県   | 松山市北持田町                         |
| 3    | 高知県   | 高知市本町                             |

震度計によって観測された最大震度は4だったが、震央附近の三瓶山南東麓の各市町村では震度4ないし5であったと推定されている。

## 被害
この地震にる人的被害（死傷者）はなかったものの、一部では崖崩れや地割れなどが発生したほか、墓石が転倒したり、石垣や道路（アスファルトの道路への亀裂など）、建物（土蔵の壁の剥がれ・住宅の屋根瓦がずれ・壁への亀裂 などが起きた）などにも被害が出たりした。一部破損した住家は55棟で、半壊した住家は5棟であった。被害が特に多く見られた地域は島根県の大田市、頓原町（現：飯南町）、邑智町（現：美郷町）、三瓶山の周辺などである。